# Troyden Prinsloo
Pour les articles homonymes, voir Prinsloo.
Hercules Troyden Prinsloo, né le 16 novembre 1985 à Durban, est un nageur sud-africain. 

## Carrière
Troy Prinsloo est médaillé d'or du 800 mètres nage libre aux Championnats d'Afrique de natation 2004 à Casablanca. 
Aux Jeux du Commonwealth de 2006 à Melbourne, il obtient la médaille de bronze du 1 500 mètres nage libre. La même année, il est médaillé d'argent du 800 mètres nage libre aux Championnats pan-pacifiques 2006 à Victoria.
Aux Jeux africains de 2007 à Alger, il remporte la médaille d'or du 400, 800 et 1 500 mètres nage libre.
Il participe ensuite aux Jeux olympiques de 2008 à Pékin, où il est éliminé en séries du 1 500 mètres nage libre, puis aux Jeux olympiques de 2012 à Pékin, où il termine 12e du 10 kilomètres en eau libre.

## Famille
Il est le mari de la nageuse Emma Chelius.